# 毛利衛
毛利衛（日语：／ Mōri Mamoru，1948年1月29日—）是日本一位太空人與日本宇宙航空研究開發機構職員，出身於北海道余市町。後來畢業於北海道立余市高等學校與北海道大學理學部。毛利衛在1985年被美國太空總署選為候補太空人，於1992年以载荷专家身分隨員登上STS-47进入太空。之后他在2000年以职业航天员身分获选登上STS-99进入太空，成为亚洲国家第4位进入太空的职业航天员。2000年至2021年，為日本科學未來館館長。

## 荣誉

### 外国勋章奖章
- 澳大利亚员佐勋章（澳大利亚，2006年3月16日[1]）
- 荣誉军团骑士勋章（法国，2018年4月16日于东京颁发[2]）

### 纪念
- 小行星4613，被取名为卫（Mamoru），以纪念毛利卫。

## 外部連結
- NASA Biography （页面存档备份，存于）
- Spacefacts biography of Mamoru Mohri （页面存档备份，存于）